# Charles III le Gros
Pour les articles homonymes, voir Charles, Charles III et Gros.
Ne doit pas être confondu avec Charles III le Simple, fils de Louis II le Bègue roi de la Francie occidentale.
Charles III dit « le Gros »,, né en 839 à Neudingen, près de Donaueschingen, où il est mort le 12 janvier 888, est un prince et souverain carolingien. 

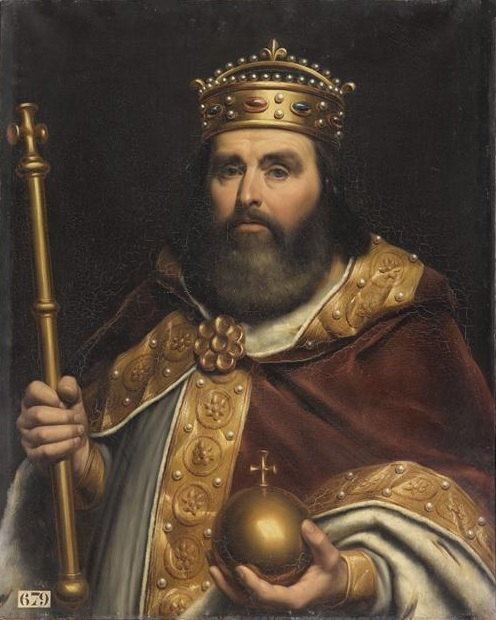
Charles III le Gros, répresenté par Louis-Félix Amiel (XIX^{e} siècle).

Par captation inopinée de l'héritage de ses frères aînés Carloman et Louis III, ce troisième fils de Louis II le Germanique, héritier de l'Alémanie à la mort de son père, devient empereur d'Occident de 881 à 887 sous le nom de Charles III, puis un puissant roi de Francie sous le nom de Charles le Gros, jusqu'à sa destitution à Trebur en 887. Les historiens distinguent l'accumulation de charges royales : d'abord roi d'Italie en 879 ; puis pleinement roi de Francie orientale en 882 en même temps que maître de toute la Lotharingie ; enfin, après la mort du roi Carloman II fils du roi Louis II le Bègue, et l'appel des aristocrates neustriens, roi (ou régent) de Francie occidentale en 885.
Charles le Gros est le dernier souverain carolingien à avoir réuni sous son sceptre après 884 l'ensemble de la Francie. Incapable de restaurer ordre, paix et justice de manière pacifique, l'empereur tourmenté par l'absence d'héritier légitime et une santé mentale défaillante est destitué en 887 de toutes ses fonctions royales, à l'exception de la dignité impériale d'obédience pontificale, par une diète des grands dignitaires. Il est inhumé selon ses vœux de jeunesse au monastère de Reichenau situé sur une île du lac de Constance.

## Destin impérial d'un prince carolingien et déchéance
Lors du partage de Francfort de 865, Charles reçoit l'Alémanie, c'est-à-dire la Souabe et la Rhétie. À la mort de son père Louis II le Germanique en 876, Charles, roi d'Alémanie, hérite de l'Alsace, de la Souabe, de la Rhétie et de quelques contrées limitrophes englobées dans l'Alémanie. Il possède la dignité de roi de Francie, mais les domaines qu'il contrôle directement restent modestes ; il est "roi de Francie" mais n'est pas le maître de la Francie orientale.
Charles s'empresse de récupérer l'Italie aux dépens de son frère Carloman, diminué par la maladie. Son autre frère, instigateur de la stratégie, Louis III le Jeune, saisit dans le même temps la Bavière sur Carloman. Couronné roi d'Italie en 879, Charles soutient activement Louis III le Jeune qui, après avoir défendu en 876 les diocèses de Metz et de Trèves, possessions de Louis le Germanique, convoite entre 879 et 880 toute la Lotharingie. Après une victoire décisive sur les héritiers de Louis II le Bègue de Francie occidentale, Louis le Jeune contrôle l'intégralité de la Lotharingie (traité de Ribemont) et Charles obtient en récompense des droits sur des terres vosgiennes aux confins de l'Alsace et une partie de la dignité régalienne en Lotharingie.
Une sourde inquiétude gagne cependant les descendants de Charles II le Chauve et de Louis le Germanique. Ils tiennent un congrès de paix à Gondreville à l'été 880 : Louis III et Carloman II de France, les fils de Louis II le Bègue, Charles le Gros et les représentants de Louis le Jeune. Ils s'alarment de l'insécurité croissante causée par les Normands, ils décident de mettre fin aux révoltes intestines provoquées par l'incroyable émancipation régalienne de Boson et les terribles dévastations en Lotharingie du fils illégitime de Lothaire II de Lotharingie, Hugues. Au terme de cette rencontre, les congressistes joignent les gestes à la parole, en écrasant ensemble les troupes d'Hugues, commandées par son beau-frère Thiébaut.
Charles le Gros partage avec Louis III le Jeune le patrimoine familial après le décès en 880 de leur frère aîné, déjà en partie spolié, Carloman, et prépare activement son couronnement par le pape en tant qu'empereur d'Occident le 12 février 881. Hugues, en manque de soutien, donne la main de sa sœur Gisèle (de), au chef normand Godefrid enrichi, installé sur la Meuse à Elsloo.
En 882, le décès inopiné de son frère Louis III le Jeune incite Charles, unique fils légitime survivant de Louis le Germanique, à récupérer le patrimoine régalien de la famille, mais il se révèle impuissant à le défendre et le protéger. L'annonce de la mort du roi guerrier, Louis le Jeune, attire des bandes normandes par la Meuse, le Rhin et la Moselle. Trèves est prise à la stupéfaction générale. L'archevêque de Trêves, Bertulphe (en), soucieux de racheter sa fuite, rejoint Wala, bouillant évêque de Metz, et le comte Adalard, mais ils sont vaincus près de Remich, et Wala périt au cours du combat. Les envahisseurs vikings peuvent maintenant ravager la Lotharingie. Charles fait front avec une puissante armée, mais il tergiverse et négocie leur éloignement en achetant la paix au lieu de les combattre. Partout désormais, les hommes de guerre rappellent le traité honteux signé avec Godefrid. Accablé par ces rumeurs et devant l'incapacité du pouvoir à saisir le proscrit Hugues de Lotharingie, Charles rumine une vengeance de longue main : il attire le respectable Godefrid à une entrevue en 885 et le fait tuer. Il piège de même Hugues à Gondreville, le faisant arrêter et enfermer dans un monastère après lui avoir fait crever les yeux. Charles restaure son fragile pouvoir en tenant deux grandes assemblées en Lotharingie, à Toul en 885 et à Metz en 886.

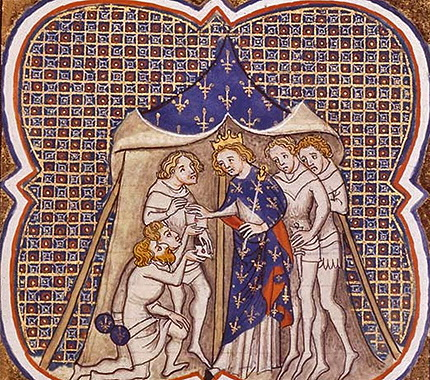
Charles le Gros reçoit des messagers. Enluminure des Grandes Chroniques de France.

Le 12 décembre 884, Carloman II, roi de Francie occidentale, meurt sans héritier capable de lui succéder. Des descendants de Charles le Chauve, ne survit que le dernier fils posthume de Louis II le Bègue, Charles, encore enfant. Jugé trop jeune, il est écarté, l'assemblée des aristocrates francs emmenée par Hugues l'Abbé renonçant à le proclamer roi. Cette même assemblée invite alors l'empereur Charles le Gros à assurer et la tutelle et la direction du royaume. Il n'est pas compté (au sens de numéroté) parmi les rois de France, le numéro III qu'il porte désignant son titre d'empereur d'Occident. Il a toutefois bien été roi de Francie, ses diplômes et ceux de ses successeurs en attestent, mais plutôt au sens de major rex, compte tenu de ses titres et de son ascendance prestigieuse. Il est d'ailleurs possible que Charles ait été couronné rex in Gallia par l'évêque Gilon de Langres, à Grand (Vosges) le 20 mai 885, jour de la fête de l'Ascension. Mais il n'est pas fait mention dans les annales et les cartulaires d'un couronnement en présence des grands, laïcs et religieux, de Francie occidentale, tels ceux des rois précédents Louis II le Bègue, Louis III et Carloman II.  Le fait que Charles le Gros n’ait pas été numéroté parmi les rois de France (on trouve avant lui Charles II le Chauve et après lui viendra Charles III le Simple) est lié à la manière dont les numéros des rois ont été posés, plusieurs siècles après son règne. Par un artifice, certains auteurs considèrent toutefois que pour la Francie occidentale, Charles n'aurait été que régent pendant la minorité de Charles III le Simple et que c'est en tant qu'empereur et non directement comme roi de Francie occidentale qu'il aurait gouverné. De ce fait, l'on conçoit qu'en Empereur germanique, celui-ci ce soit nommé conformément à l'usage, du fait qu'il ait quasiement reconstitué l'empire de Charlemagne, que celui-ci ait été nommé Karl der Großer/karl der grosser où en bon français Charles le Grand. (et non le gros)
En juin 885, Charles reçoit le serment d'allégeance des grands vassaux du royaume franc au palais de Ponthion. En prenant cette tutelle, le royaume des Francs ou l'empire de Charlemagne est quasiment reconstitué, jusqu'à la Provence et à la Bourgogne Transjurane ; la Bretagne, qui a toujours été une marche difficilement contrôlable, reste à l'écart. 

Sous, en 887, l'Empire carolingien est pratiquement reconstitué.

D'octobre 885 à février 886, les Normands envahissent la Neustrie et assiègent Paris. Arrivant de Germanie avec une puissante armée de secours, Charles le Gros reste indécis sur l'action. Il préfère traiter avec les Normands en leur permettant de passer pour mettre à sac la Bourgogne qui est en révolte contre son pouvoir central et en leur payant une rançon de 700 livres d'argent l'année suivante. Ces décisions et son incapacité à alléger les souffrances des résistants parisiens assiégés par une prompte intervention altèrent profondément son prestige royal. Les partisans d'Arnulf, fils illégitime de Carloman de Bavière et neveu de l'empereur, partagent désormais l'avis de Robert le Fort sur l'inconstance et l'incompétence de Charles le Gros. Celle-ci s'altère en folie et les grands l'abandonnent, suivant les Annales de Metz.[réf. nécessaire]
En novembre 887, lors de la diète qu'il avait réunie pour la Saint-Martin (11 novembre) à Tribur, non loin de Mayence en Hesse, Charles est déchu de ses titres par des nobles de Francie orientale révoltés, menés par son neveu Arnulf de Carinthie, fils illégitime de Carloman de Bavière et disposant d'une flatteuse réputation militaire.
La déposition de Charles par les nobles de Francie orientale en novembre 887 n'a pas de conséquence en Francie occidentale (les nobles de Lotharingie ne reconnaissent pas son successeur Arnulf de Carinthie et choisissent Rodolphe Ier de Bourgogne au printemps 888) et c'est sa mort le 12 janvier 888 qui provoque l'élection d'un successeur. Le 29 février 888, les seigneurs de Francie occidentale élisent comme roi le héros du siège de Paris, le comte Eudes, auquel Charles a conféré des honores.
Au moment de perdre le pouvoir, Charles est obèse, fou et épileptique après avoir subi en février 887 une trépanation pour soulager ses souffrances,. Il meurt sans héritier légitime le 12 janvier 888, au cloître de Neudingen situé en bordure du Danube. Son corps est inhumé au monastère de Reichenau avec tous les honneurs dus à son rang.

## Généalogie
Il est le troisième fils de Louis II le Germanique et d'Emma de Bavière (v. 808 - † 31 janvier 876), fille de Welf Ier et sœur de Judith de Bavière, deuxième épouse de Louis le Pieux, dont il est le petit-fils.

## Union et descendance
Avec Richarde de Souabe, fille d'un certain comte du palais Erchanger, il n'a pas d'enfant. Toutefois, il est le père de Bernard de Germanie († 891), qu'il a eu avec une concubine de basse extraction et qu'il a tenté de faire légitimer, sans succès devant l'opposition des évêques. À la mort de Boson de Provence en 887, il adopte son fils, Louis, mais Arnulf marche sur Tribur à la tête d'une troupe composée de Bavarois et de Slaves ; Charles se retire à Francfort, tandis que les grands l'abandonnent et reconnaissent Arnulf.